# 原拓也 (野球)
原 拓也（はら たくや、1984年5月18日 - ）は、神奈川県横浜市港北区出身の元プロ野球選手（内野手）、野球解説者。右投左打。

## 経歴

### プロ入り前
実父は消防士で、東海大相模高校では3年春の関東大会準優勝。関東学院大学へ進学。川端崇義は、高校およびオリックス・バファローズ時代のチームメイトに当たる。
大学時代には三塁手として、神奈川大学野球リーグで1年春からベストナインに選出。秋は遊撃手、3年春秋、4年秋は二塁手で受賞。安定した守備を高く評価される一方で、4番打者を任された4年時のリーグ戦では、3割後半の打率を叩き出して首位打者、最優秀選手。

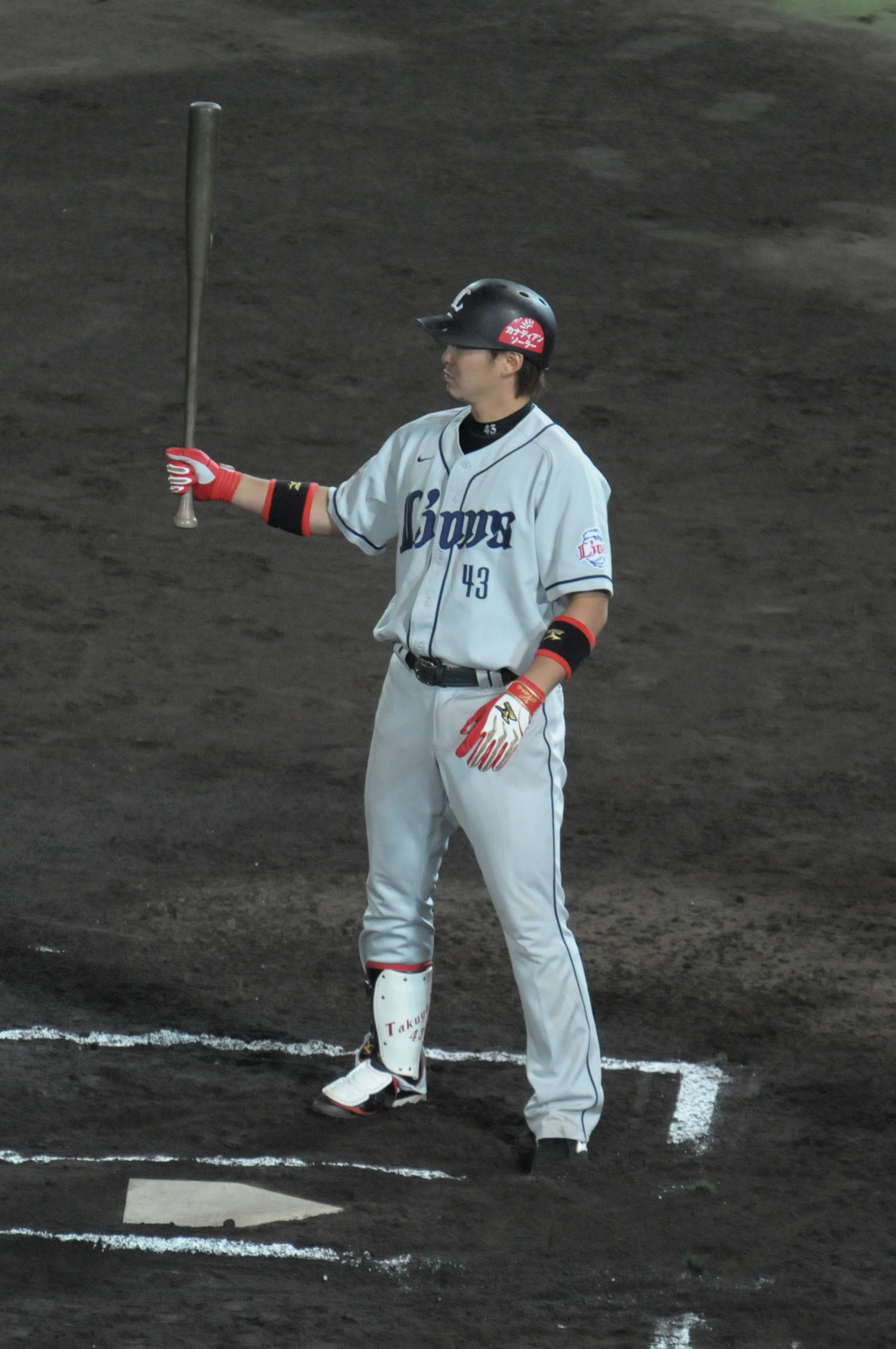
西武時代

2006年度大学・社会人ドラフト会議にて西武ライオンズから4巡目指名を受け、契約金4000万円、年俸1200万円（金額は推定）という条件で入団。入団当初の背番号は「43」。

### 西武時代
2007年には、6月13日の対阪神タイガース戦（グッドウィルドーム）8回表から、三塁手として一軍公式戦にデビュー。翌14日の同カードで初めてスタメンに起用されると、自身と同じルーキーの上園啓史から一軍初安打を放った。イースタン・リーグ公式戦では、二塁手・三塁手・遊撃手としてそれぞれ10試合以上出場。しかし、通算で9失策を記録したほか、打率が.190に低迷した。
2008年には、主にイースタン・リーグ公式戦へ出場。8月2日のフレッシュオールスターゲームでは左越えに3点本塁打を放つなど攻守に渡って活躍し、最優秀選手賞に輝いた。ちなみに当時、一軍・二軍公式戦共に本塁打は1本も記録しておらず、これがプロ入り初本塁打となった。本年度は二軍のレギュラー選手として89試合に出場、打率.289、2本塁打と1割も打率を上げた。チームが優勝を決めた後の消化試合で一軍に登録され、10月4日の対東北楽天ゴールデンイーグルス戦ではプロ入り初の猛打賞（4打数3安打）及び長打を記録した。アジアシリーズにも出場を果たした。
2009年、シーズン終盤に足を痛めた中村剛也に代わり8月からほぼ全試合に三塁のスタメンで起用され、50試合に出場。打率.219と結果は残せなかったが安定した守備を見せ、左投手には打率.353を記録した。
2010年には、似たタイプの阿部真宏が入団したが、結果的には前年度から出場試合数を倍増させた。中村の離脱時には相手先発が右投手の時は原、左投手の時は阿部といった起用が定着、打率は.220だったものの出塁率は打率を1割以上上回り、プロ初本塁打も記録するなど一軍に定着した。
2011年前半は守備固めなどの途中出場が主であったが、7月に片岡易之が故障で長期離脱したことに伴い2番・セカンドとしてレギュラー固定されるようになる。1番の栗山巧が高い出塁率を誇ったため犠打で送る場面が多く、つなぎの役割をこなし、平野謙を上回る球団新記録の51犠打を記録した。しかし得点圏打率は.149であった他、この年も盗塁0個に終わり、送りバントも終盤のプレッシャーのかかる場面では失敗も目立つなど課題も残った。11月13日に背番号が「5」に変更されることが発表された。
2012年は、片岡や中村の怪我もあり、スタメンで起用されることが多かったが、年々成績を伸ばしていた打撃面で大不振に陥り、エステバン・ヘルマンや浅村栄斗の復調もあってスタメンを外れる事が増えた。その後は主に守備固めとして起用されるが、大事な場面での失策や、記録に残らないミスを連発し、一軍での実績の乏しい鬼崎裕司や高卒新人の永江恭平らに内野のリザーブとしての地位まで奪われた。

### オリックス時代
2012年11月6日、山﨑浩司との交換トレードでオリックス・バファローズへ移籍することが発表された。背番号は「2」。移籍が決まった直後には、「再びライオンズに帰ってきたい」と語るほど、古巣・西武への愛着を示していた。
2013年には、6月に一軍へ昇格。正二塁手であった後藤光尊の不振や、内外野を守れる平野恵一の戦線離脱などを背景に、そのまま一軍に定着した。一軍公式戦では、プロ入り後初めての一塁守備を経験するなど、内野の全ポジションに起用。通算67試合で打率.253という成績を残した。
2014年には、代打や守備要員中心の起用ながら、内野の全ポジションでスタメンを経験。一軍公式戦では自己最高の120試合に出場した。7月21日の対日本ハム戦（京セラドーム大阪）では、一軍公式戦自身4年振りの本塁打を記録。チームのパシフィック・リーグ優勝がかかった10月2日の対ソフトバンク戦（福岡ヤフオク!ドーム）では、チームのビハインドで迎えた7回表に代打へ起用されると、同点適時打を放っている。
2015年には、一軍公式戦92試合に出場。前年と同じく通算で2本塁打を放ったが、打率は.170と低迷した。
2016年には、一軍公式戦36試合に出場。しかし、打席数が前年の148から43に減少したほか、打率も.189にとどまった。10月2日に球団から戦力外通告を受けたが、原自身はNPB他球団での現役続行を希望。11月12日には、12球団合同トライアウト（阪神甲子園球場）に参加した。しかし、NPB他球団からの獲得オファーを受けるまでには至らず、現役を引退。12月2日付で、NPBから自由契約選手として公示。

### 引退後
引退を決断した時点で婚姻や育児の経験がないにもかかわらず、待機児童問題に高い関心を持っていることから、保育園・保育所の建設や運営に携わることを模索している。その傍ら2017年からはJ SPORTSの野球解説者としても活動する(2018年まで)。
2019年4月より埼玉西武ライオンズのライオンズアカデミーコーチに就任した。その傍らフジテレビTWOの野球解説者としても活動している。

## 選手としての特徴・人物
内野全ポジションをこなすユーティリティープレーヤー。守備での重心の低さや球際の強さが特徴で、西武時代には、当時の内野守備走塁コーチだった鈴木康友に高く評価された。打撃では長打を捨て、犠牲バントや進塁打といった小技を磨くなど打線のつなぎ役に徹している。

## 詳細情報

### 年度別打撃成績
| 年 度     | 球 団      | 試 合 | 打 席 | 打 数 | 得 点 | 安 打 | 二 塁 打 | 三 塁 打 | 本 塁 打 | 塁 打 | 打 点 | 盗 塁 | 盗 塁 死 | 犠 打 | 犠 飛 | 四 球 | 敬 遠 | 死 球 | 三 振 | 併 殺 打 | 打 率 | 出 塁 率 | 長 打 率 | O P S |
| --------- | ---------- | ----- | ----- | ----- | ----- | ----- | -------- | -------- | -------- | ----- | ----- | ----- | -------- | ----- | ----- | ----- | ----- | ----- | ----- | -------- | ----- | -------- | -------- | ----- |
| 2007      | 西武       | 12    | 16    | 15    | 0     | 3     | 0        | 0        | 0        | 3     | 0     | 0     | 0        | 1     | 0     | 0     | 0     | 0     | 3     | 0        | .200  | .200     | .200     | .400  |
| 2008      | 西武       | 3     | 7     | 6     | 1     | 3     | 1        | 0        | 0        | 4     | 0     | 0     | 0        | 0     | 0     | 1     | 0     | 0     | 2     | 1        | .500  | .571     | .667     | 1.238 |
| 2009      | 西武       | 50    | 151   | 128   | 7     | 28    | 6        | 0        | 0        | 34    | 9     | 0     | 0        | 9     | 2     | 10    | 0     | 2     | 37    | 4        | .219  | .282     | .266     | .547  |
| 2010      | 西武       | 103   | 209   | 169   | 23    | 38    | 7        | 1        | 2        | 53    | 17    | 0     | 0        | 12    | 1     | 22    | 0     | 5     | 37    | 2        | .225  | .330     | .314     | .644  |
| 2011      | 西武       | 104   | 348   | 270   | 40    | 65    | 11       | 1        | 0        | 78    | 12    | 0     | 0        | 51    | 2     | 22    | 0     | 3     | 43    | 5        | .241  | .303     | .289     | .592  |
| 2012      | 西武       | 86    | 138   | 113   | 12    | 19    | 4        | 0        | 0        | 23    | 3     | 1     | 0        | 7     | 1     | 14    | 0     | 3     | 22    | 1        | .168  | .275     | .204     | .478  |
| 2013      | オリックス | 67    | 174   | 154   | 11    | 39    | 4        | 1        | 0        | 45    | 8     | 0     | 1        | 5     | 0     | 15    | 0     | 0     | 29    | 6        | .253  | .320     | .292     | .612  |
| 2014      | オリックス | 120   | 185   | 161   | 12    | 40    | 8        | 1        | 2        | 56    | 15    | 0     | 0        | 9     | 1     | 14    | 0     | 0     | 27    | 4        | .248  | .307     | .348     | .655  |
| 2015      | オリックス | 92    | 148   | 135   | 14    | 23    | 2        | 0        | 2        | 31    | 8     | 1     | 0        | 2     | 0     | 10    | 0     | 1     | 34    | 1        | .170  | .233     | .230     | .463  |
| 2016      | オリックス | 36    | 43    | 37    | 1     | 7     | 1        | 0        | 0        | 8     | 4     | 0     | 0        | 1     | 0     | 5     | 0     | 0     | 7     | 2        | .189  | .286     | .216     | .502  |
| NPB：10年 | NPB：10年  | 673   | 1419  | 1188  | 121   | 265   | 44       | 4        | 6        | 335   | 76    | 2     | 1        | 97    | 7     | 113   | 0     | 14    | 241   | 26       | .223  | .297     | .282     | .579  |

### 年度別守備成績
| 年 度 | 球 団      | 三塁  | 三塁  | 三塁  | 三塁  | 三塁  | 三塁     | 二塁  | 二塁  | 二塁  | 二塁  | 二塁  | 二塁     | 遊撃  | 遊撃  | 遊撃  | 遊撃  | 遊撃  | 遊撃     | 一塁  | 一塁  | 一塁  | 一塁  | 一塁  | 一塁     |
| 年 度 | 球 団      | 試 合 | 刺 殺 | 補 殺 | 失 策 | 併 殺 | 守 備 率 | 試 合 | 刺 殺 | 補 殺 | 失 策 | 併 殺 | 守 備 率 | 試 合 | 刺 殺 | 補 殺 | 失 策 | 併 殺 | 守 備 率 | 試 合 | 刺 殺 | 補 殺 | 失 策 | 併 殺 | 守 備 率 |
| ----- | ---------- | ----- | ----- | ----- | ----- | ----- | -------- | ----- | ----- | ----- | ----- | ----- | -------- | ----- | ----- | ----- | ----- | ----- | -------- | ----- | ----- | ----- | ----- | ----- | -------- |
| 2007  | 西武       | 9     | 2     | 8     | 2     | 1     | .833     | 3     | 0     | 2     | 0     | 0     | 1.000    | -     | -     | -     | -     | -     | -        | -     | -     | -     | -     | -     | -        |
| 2008  | 西武       | 2     | 0     | 0     | 0     | 0     | .000     | -     | -     | -     | -     | -     | -        | 1     | 4     | 6     | 0     | 1     | 1.000    | -     | -     | -     | -     | -     | -        |
| 2009  | 西武       | 46    | 28    | 62    | 3     | 9     | .968     | 4     | 6     | 3     | 0     | 0     | 1.000    | -     | -     | -     | -     | -     | -        | -     | -     | -     | -     | -     | -        |
| 2010  | 西武       | 81    | 25    | 79    | 1     | 6     | .990     | 10    | 9     | 13    | 2     | 4     | .917     | 12    | 19    | 24    | 1     | 4     | .977     | -     | -     | -     | -     | -     | -        |
| 2011  | 西武       | 40    | 12    | 54    | 1     | 3     | .985     | 57    | 126   | 159   | 5     | 32    | .983     | -     | -     | -     | -     | -     | -        | -     | -     | -     | -     | -     | -        |
| 2012  | 西武       | 58    | 11    | 27    | 4     | 2     | .905     | 27    | 55    | 61    | 1     | 10    | .991     | 7     | 15    | 15    | 0     | 2     | 1.000    | -     | -     | -     | -     | -     | -        |
| 2013  | オリックス | 7     | 0     | 8     | 0     | 0     | 1.000    | 47    | 74    | 96    | 3     | 21    | .983     | 6     | 4     | 9     | 0     | 1     | 1.000    | 9     | 50    | 7     | 0     | 3     | 1.000    |
| 2014  | オリックス | 64    | 9     | 13    | 1     | 1     | .957     | 51    | 67    | 85    | 3     | 23    | .981     | 6     | 6     | 10    | 1     | 1     | .941     | 3     | 21    | 1     | 0     | 1     | 1.000    |
| 2015  | オリックス | 46    | 18    | 41    | 1     | 1     | .983     | 33    | 43    | 44    | 0     | 10    | 1.000    | 2     | 4     | 2     | 1     | 1     | .857     | -     | -     | -     | -     | -     | -        |
| 2016  | オリックス | 24    | 3     | 11    | 0     | 0     | 1.000    | 1     | 0     | 0     | 0     | 0     | .---     | 8     | 7     | 10    | 0     | 2     | 1.000    | 1     | 2     | 0     | 0     | 0     | 1.000    |
| 通算  | 通算       | 377   | 108   | 303   | 13    | 23    | .969     | 233   | 380   | 463   | 14    | 100   | .984     | 42    | 59    | 74    | 3     | 12    | .978     | 13    | 73    | 8     | 0     | 4     | 1.000    |

### 表彰
- フレッシュオールスターゲームMVP：1回 （2008年）

### 記録
- 初出場：2007年6月13日、対阪神タイガース3回戦（グッドウィルドーム）、8回表に三塁手で出場
- 初先発出場：2007年6月14日、対阪神タイガース4回戦（グッドウィルドーム）、9番・三塁手で先発出場
- 初打席：同上、2回裏に上園啓史から二塁ゴロ
- 初安打：同上、5回裏に上園啓史から中前安打
- 初打点：2009年8月29日、対オリックス・バファローズ20回戦（京セラドーム大阪）、3回表に金子千尋から左犠飛
- 初本塁打：2010年6月1日、対横浜ベイスターズ3回戦（西武ドーム）、1回裏に清水直行から右越ソロ
- 初盗塁：2012年4月15日、対オリックス・バファローズ1回戦（西武ドーム）、1回裏に二盗（投手：木佐貫洋、捕手：伊藤光）

### 背番号
- 43 （2007年 - 2011年）
- 5 （2012年）
- 2 （2013年 - 2016年）

### 登場曲
- 「Fly Away」SEAMO
- 「Baby Baby」BIGBANG （2013年7月 - ）